# José de Carvalho
José António Ribeiro de Carvalho (17 de fevereiro de 1979, Porto, Portugal) é um professor de história do ensino básico e secundário, escritor e político português. Atualmente, desempenha as funções de deputado à Assembleia da República, pelo CHEGA.

## Biografia e formação académica
Nasceu a 17 de fevereiro de 1979, em Fornos, Marco de Canaveses. É professor de História e investigador associado do Centro de Investigação Professor Doutor Joaquim Veríssimo Serrão.
Concluiu o mestrado em História Contemporânea na Faculdade de Letras da Universidade do Porto, com a dissertação intitulada Os Jesuítas nas Vésperas da I República: o Novo Mensageiro do Coração de Jesus (1881-1910), distinguida com o Prémio de História Contemporânea Professor Victor de Sá, em 2007.
Autor de mais de duas dezenas de obras nas áreas da História e da Religião, destacam-se os títulos Santo António: Um Santo Popular (2020) e Bento XVI em Portugal (2021), ambos publicados pela editora Farol.

## Deputado à Assembleia da República

### XVI Legislatura da República Portuguesa
A 10 de março de 2024, José de Carvalho foi eleito deputado à Assembleia da República pelo CHEGA, pelo círculo eleitoral do Porto. Foi indicado no inicio da XVI Legislatura como membro da Comissão de Educação e Ciência e da Comissão de Cultura, Comunicação, Juventude e Desporto. 

#### Comissões parlamentares
- Comissão de Educação e Ciência [Efetivo]
- Comissão de Cultura, Comunicação, Juventude e Desporto [Suplente]

## Resultados eleitorais

### Eleições legislativas
| Data | Partido | Partido | Círculo eleitoral | Posição     | CI.     | Votos          | %              | +/-    | Status | Notas |
| ---- | ------- | ------- | ----------------- | ----------- | ------- | -------------- | -------------- | ------ | ------ | ----- |
| 2024 |         | CHEGA   | Porto             | 4.º (em 40) | 3.º     | 170 190        | 15,33 / 100,00 | 10,96  | Eleito |       |
| 2025 | 3.º     | CHEGA   | Porto             | 4.º (em 40) | 226 806 | 20,67 / 100,00 | 5,34           | Eleito |        |       |